# Cissus populnea
Cissus populnea är en vinväxtart som beskrevs av Guill. & Perr.. Cissus populnea ingår i släktet Cissus och familjen vinväxter. Inga underarter finns listade i Catalogue of Life.